# Blepharipa sericariae
Blepharipa sericariae är en tvåvingeart som först beskrevs av Camillo Rondani 1870.  Blepharipa sericariae ingår i släktet Blepharipa och familjen parasitflugor. Inga underarter finns listade i Catalogue of Life.